# Franjo Kumer
Franjo Kumer, slovenski gledališki in filmski igralec ter pisatelj, * 2. julij 1920, Maribor, † 16. avgust 1981, Ljubljana.

## Življenjepis
Franjo Kumer je leta 1936 začel nastopati v SNG Maribor. Leta 1942 je nastopal v Jihlavi na Češkem, 1943 pa na Dunaju. Leta 1944 je pobegnil iz bolnišnice in se pridružil partizanom in bil dodeljen SNG v Črnomlju. Od leta 1945 do 1956 je bil član mariborske Drame, nato do 1977 MGL v Ljubljani. Najbolj so mu ustrezale vloge tipiziranih likov, med njimi zlasti nemških častnikov, te je igral tudi v domačih tujih in koprodukcijskih filmih.
Kumer je napisal več radijskih iger za otroke, priredil za radio pravljice raznih narodov ter več domačih in tujih proznih del (Jurčič, Ingolič, Balzac, Gogolj).